# Lista de personagens de Kirby (série de jogos)
A série de videogames Kirby oferece uma grande variedade de personagens fictícios desde sua estreia em Kirby's Dream Land. Aqui está a lista.

## Personagens principais

### Kirby
Kirby é uma bola rosa antropomorfizada que tem sido a estrela de uma série de jogos homônima desenvolvidos pela HAL Laboratory. Kirby já apareceu em mais de vinte jogos desde 1992 e estrelou em sua própria série animada. A série Kirby já vendeu mais de 33 milhões de unidades em todo o mundo. Os jogos principais da série são jogos de plataforma. Os vilões que ele encontra tipicamente ameaçam o seu lar de Dream Land (プププ ランド Pupupuland) sobre o planeta Pop Star, mais frequentemente o ganancioso King Dedede ou o misterioso Meta Knight. Os principais jogos do Kirby sempre têm com as mesmas habilidades básicas, ele pode caminhar, correr, saltar, flutuar, e inalar e cuspir ou engolir seus inimigos. Após Kirby's Dream Land, Kirby conseguiu ganhar as habilidades dos inimigos que ele engoliu, como Fire, Sword, Fighter, Water, Ice e Cutter. Kirby também pode cuspir água para fora de sua boca enquanto debaixo d'água. Kirby também teve seu próprio anime.

### Rei Dedede
Rei Dedede ou King Dedede (em japonês デデデ大王 Dedede Daiō) é um vilão/anti-herói principal recorrente da série e o arqui-inimigo de Kirby. Ele é um grande pinguim que serve como o monarca da Dream Land, carregando um grande martelo de madeira e é conhecido por ser egocêntrico, além disso, Dedede causa muitos problemas para os habitantes de Dream Land através de sua maldade egoísta, como roubar suprimentos de comida da Dream Land para um banquete à meia-noite em Kirby's Dream Land, tomar todas as estrelas do céu, ou simplesmente querer apenas se vingar de Kirby. Apesar disso, ele não é realmente mal e cuida da Dream Land.  Dedede muitas vezes bate a barriga de uma forma alegre, e tem muitas das mesmas habilidades como o próprio Kirby faz, como ser capaz de inalar objetos e cuspi-los de volta com uma força tremenda, e a habilidade de sugar o ar e voar. Apesar de seu começo como um vilão, desde o lançamento do Kirby's Adventure ele é considerado um herói, após tentar salver o Planeta Pop da invasão do Mago Pesadelo o selando na Fountain of Dreams e quebrando a Varinha Estrela em pedaços. 
Em suas primeiras aparições, Dedede foi simplesmente retratado quase tão grande quanto, (se não um pouco maior do que) Kirby, mas, em sua mais recente aparição na abertura de Kirby's Dream Collection: Special Edition agora ele está descrito como sendo obeso, como o estômago é visto balançando enquanto ele empurra o cabo de seu martelo sobre ele. Ele é dublado por seu criador, Masahiro Sakurai em Kirby 64: The Crystal Shards, Super Smash Bros. Brawl e Super Smash Bros. for Nintendo 3DS e Wii U e por Shinya Kumazaki nos jogos da série Kirby a partir do Kirby Super Star Ultra  
Rei Dedede é considerado um dos pesos pesados em Super Smash Bros., juntamente com Bowser e Donkey Kong. Rei Dedede faz um retorno em Kirby Super Star Ultra. Há um novo modo chamado Revenge of the King, que é basicamente uma versão mais difícil do original Spring Breeze (desde que Spring Breeze é um remake de Kirby's Dream Land, Revenge of the King é basicamente o modo extra de Kirby's Dream Land). Para a batalha final entre ele e Kirby, ele ostenta uma máscara e uma versão melhorada do seu martelo. Este novo martelo apresenta novos ataques, como mísseis de disparo, chamas ou girando extremamente rápido. Além disso, a arena é agora enjaulada e eletrificada.
Na série de anime Kirby: Right Back at Ya!, o Rei Dedede é apresentado como o governante supremo e incompetente de Dream Land, com um castelo no topo de uma colina, com vista para Cappy Town. O Rei Dedede parece ser mais "malvado" do que nos jogos. Esta versão do personagem é mais rude e maliciosa, mas no final ignorado pela população impressionada. A principal causa da inconveniência de Dedede é a sua compra constante de bestas demoníacas da Holy Nightmare (ou Empresas Pesadelo) para fazer cumprir suas leis, criar o caos, ou para se livrar de Kirby, que ele considera uma ameaça a sua popularidade e autoridade.
Rei Dedede foi originalmente destinado a ser um personagem jogável em Super Smash Bros, mas foi cortado devido a limitações de tempo, ele, no entanto, aparece em segundo plano no estágio da Dream Land e depois como troféu em Super Smash Bros. Melee, embora ele não fosse jogável em Melee. Ele finalmente foi adicionado como um personagem jogável em Super Smash Bros. Brawl por ser um dos personagens mais requisitados para ser jogáveis no Japão.  Nessa encarnação, sua principal arma, o "Jet Hammer", é uma versão mecanizada de seu martelo habitual. Possivelmente como resultado disso, ele desempenha um grande papel na história do Emissário do Subespaço, capturando heróis petrificados e colocando insígnias sobre eles que serão ativadas quando eles forem sugados no Subespaço e descongelá-los. No entanto, seu ato essencialmente benevolente é mais uma vez mal interpretado, desta vez por Mario e Link, que dão a perseguição ao ver Luigi sendo levado embora. Ele faz isso para o Luigi congelado, Ness e Peach (ou Zelda). No entanto, Bowser vem e sequestra a e quando Mario vem para salvar Peach (ou Zelda) de Bowser, a insígnia do Rei Dedede cai. Kirby observa-a, e no Subespaço, é revelado que ele a comeu. Após a invasão do Subespaço, Luigi e Ness são revividos. Ness revive o Rei Dedede, observando suas ações. Dedede se junta a Luigi e Ness, e os três vão para o Subespaço. Eles recrutam Kirby, Wario e Bowser para o confronto final com Tabuu. Rei Dedede é dublado por Kenichi Ogata na versão japonesa original e Ted Lewis na dublagem inglesa.

### Meta Knight
Meta Knight (メタナイト, Meta Naito) é um enigmático personagem anti-herói referido como rival de Kirby, que muitas vezes luta com ele por razões diferentes, embora muitas vezes chega ao mesmo objetivo. No entanto, existe alguma discussão sobre se ou não os dois são de outra maneira relacionados. Ele sempre usa uma máscara prateada, e sob ela, ele parece quase exatamente como Kirby, embora com um corpo azul e olhos brancos. Ele veste uma capa azul marinha (The Dimensional Cape), que pode se transformar em um conjunto de asas, e ele geralmente empunha uma espada especial chamada Galaxia Sword (embora ele dê a "Master Sword" in Kirby & the Amazing Mirror). Ele segue um código de honra e, geralmente, dá a Kirby uma espada antes de lutar para ser justo. Meta Knight é dublado por Atsushi Kisaichi no Japão, Eric Stuart na dublagem inglesa do anime, e Eric Newsome na versão em inglês de Super Smash Bros. Brawl. Meta Knight é muitas vezes um chefe e um aliado de Kirby nos jogos. Ele aparece pela primeira vez em Kirby's Adventure, em 1993, onde ele luta com Kirby para impedi-lo de tomar um pedaço da Star Rod para mantê-lo fora das mãos de Nightmare. Meta Knight é um personagem principal em Kirby: Right Back at Ya!. Meta Knight aparece em Super Smash Bros. Melee como um troféu, e também aparece como um personagem jogável em Super Smash Bros. Brawl e em Super Smash Bros. for Nintendo 3DS e Wii U, onde ele utiliza sua espada Galaxia como sua arma principal.

### Waddle Dee bandana
Waddle Dee bandana, às vezes simplesmente chamado Waddle Dee, é um Waddle Dee que veste uma bandana azul e luta com uma lança. Ele inicialmente apareceu em "Megaton Punch" no jogo Kirby Super Star como seu primeiro oponente, mas em seu remake, Kirby Super Star Ultra, ganhou uma identidade própria e até diálogo em no novo jogo "Revenge of the King". Anos depois, foi um dos quatro personagens jogáveis em Kirby's Return to Dream Land, e desde então solidificou sua importância na série, tornando-se um aliado de Kirby. Ele é considerado o representante de sua espécie, e um dos personagens principais da série, aparecendo em praticamente todos os jogos desde Kirby's Return to Dream Land de alguma forma.

## Dream Friends
Este é um grupo de personagens recorrentes desde o lançamento do Kirby Star Allies, mas que não são personagens principais.
- Rick: Uma criatura que se parece com um[5] hamster de Kirby's Dream Land 2

- Kine: Uma criatura que se parece[5] com um Peixe-lua do Oceano de Kirby's Dream Land 2

- Coru: Uma criatura que se parece[5] com uma coruja de Kirby's Dream Land 2

- Gooey: uma matéria escura que ao contrário das outras, é amigável e também é um grande amigo do Kirby. Ele apareceu pela primeira vez em Kirby's Dream Land 2

- Marx: o chefão final do modo milky way wishes de Kirby Super Star pois estava com fome. Ele é um bobo da corte que adora pregar peças.

- Adeleine: uma personagem de Kirby 64: the Crystal Shards que ajuda o Kirby em sua jornada para derrotar 0². Apesar de ser muito semelhante a Ado, do Kirby's Dream Land 3, não é confirmado se elas são a mesma pessoa.

- Ribbon: uma fada do planeta Ripple que avisa Kirby do ataque de matéria escura no Kirby 64: the Crystal Shards

- Meta Knight sombrio: o antagonista de Kirby & the Amazing Mirror. Ele é a versão do Mirror World de Meta Knight.

- Daroach: o líder dos cuiquis. Ele é do Kirby: Squeak Squad.

- Magolor: o chefão final de Kirby's Return to Dream Land. Apesar de ter traído o Kirby, ele foi perdoado e eles se tornaram grandes amigos.

- Tarângela[6] - É um lacaio da Rainha Sectonia que sequestrou o Rei Dedede, pensando que ele era o herói de Dream Land, para tentar impedir que ele pare os planos de Sectonia de dominar Floralia.

- Susi[7]: ela é a filha do Presidente Haltmann, que ficou presa na dimensão paralela enquanto seu pai experimentava com o Sonho Estelar. Após anos presa, ela finalmente volta para seu pai, mas ele não se lembra mais dela. Então ela se torna sua secretária. Após a derrota do Sonho Estelar e morte de seu pai, ela se torna a dona da Haltmann Works Company. Ela aparece pela primeira vez em Kirby Planet Robobot.

- Francisca: Após quase morrer congelada, ela foi salva por Hyness e despertou sua habilidade com magia de gelo. Ela aparece pela primeira vez em Kirby Star Allies.

- Flamberge: Após quase morrer queimada, ela foi salva por Hyness e despertou sua habilidade com magia de fogo. Ela aparece pela primeira vez em Kirby Star Allies.

- Zan Partizanne: Após ter subido uma torre alta após perder tudo e ser atingida por um raio, ela é salva por Hyness e desperta sua habilidade com magia elétrica. Ela aparece pela primeira vez em Kirby Star Allies.

- Elfillin: o companheiro de Kirby em Kirby and the Forgotten Land. Ele também é a outra metade do vilão do jogo, Fecto Forgo.

## Vilões principais
- Matéria Escura[8] - São criaturas misteriosas que podem possuir qualquer ser vivo.
- Mago Pesadelo[9]- O chefe final de Kirby's Adventure.
- Magolor - Magolor é o chefe final de Kirby's Return to Dream Land. Apesar de originalmente fingir ser amigo do Kirby, ele o trai após a derrota de Landia, e rouba a Coroa Suprema. Após ser derrotado ele é enviado para a dimensão paralela, onde ele derrota os restos da Coroa Suprema e é transportado para o Dream Kingdom, do Team Kirby Clash Deluxe, onde ele finalmente é librado de seus crimes.
- Marx
- Mente Sombria[10]
- Betinta[11]
- Tricolã[12]
- Necrodeus
- Sectonia
- Sonho Estelar
- Zero
- 0²

## Vilões Secundários
- Galacta Knight
- Morpho Knight
- Kracko - Um dos chefes mais recorrentes da série. Tem a aparência de uma nuvem com um olho só.
- Lololo e Lalala
- Whispy Woods - O chefe mais recorrente da série. É uma árvore e geralmente é o primeiro chefe a ser batalhado.
- Wham Bam Rock e Wham Bam Jewel
- Spectrosfera Mor[13]
- Presidente Haltmann
- Hyness

## Inimigos comuns
- Waddle Dee
- Waddle Doo
- Lorde Kibble
- Chilly
- Drifter
- Gabon
- Galbo
- Knuckle Joe
- Masher
- Mumbies
- Noddy
- Popon
- Sasuke
- Scarfy
- Squishy
- Walky
- Bonkers
- Mestre-cuca Kawasaki
- Mão Mestra
- Mão Maníaca
- Phan Phan
- Spectrosferas
- Super Bonkers
- Meta-Knights
- Cuiquis

## Outros personagens
- Ado
- Dyna Blade
- Keeby
- Nago (ナゴ) - Uma criatura que é duas vezes o tamanho de Kirby. Nago pode rolar Kirby em uma bola e rolar em torno dele.
- Pitch (ピッチ, Picchi) - Ele é o menor dos amigos dos animais de Kirby.
- Chuchu (チュチュ) - Ela pode compartilhar um aumento de qualquer habilidade que Kirby tem.
- Príncipe Pompom[14]
- Landia

## Personagens do anime
- Escargoon - É o braço direito do Rei Dedede.
- Sir Ebrum e Lady Like - São os ministros de gabinete do Rei Dedede.
- Tiff e Tuff - São os filhos de Sir Ebrum e da Lady Like.
- Vendedor da Nightmare Enterprises - É o secretário financeiro de Nightmare.
- Sirica - Ela é uma guerreira estelar que aparece nos últimos episódios para ajudar a derrotar o Mago Pesadelo.